# Liste der Stolpersteine in Magdeburg-Stadtfeld Ost
Die Liste der Stolpersteine in Magdeburg-Stadtfeld Ost enthält die Stolpersteine im Magdeburger Stadtteil Stadtfeld Ost, die an das Schicksal der Menschen erinnern, die im Nationalsozialismus ermordet, deportiert, vertrieben oder in den Suizid getrieben wurden. Sie ist nach Nachnamen sortiert und listet Namen, Standorte. Die Tabelle erfasst insgesamt 53 Stolpersteine und ist teilweise sortierbar; die Grundsortierung erfolgt alphabetisch nach dem Familiennamen.
| Bild                               | Inschrift | Name                               | Ort                                                                                                | Verlegedatum  | Anmerkungen                                                                 |
| ---------------------------------- | --- | ---------------------------------- | -------------------------------------------------------------------------------------------------- | ------------- | --------------------------------------------------------------------------- |
| Abolnik, Emanuel                   | HIER WOHNTE EMANUEL ABOLNIK JG. 1901 EINGEWIESEN 'HEILANSTALT' BERNBURG ERMORDET 5.12.1940                                                            | Abolnik, Emanuel                   | Olvenstedter Straße 3 (Karte)                                                                      | 4. März 2009  | Biografie: Abolnik_Emanuel.PDF (PDF; 256,3 kB)                              |
| Basch, Abraham                     | HIER WOHNTE ABRAHAM BASCH JG. 1872 DEPORTIERT 1942 THERESIENSTADT ERMORDET 17.9.1944                                                                  | Basch, Abraham                     | Annastraße 3/4 (Karte)                                                                             | 2. Juli 2008  | Biografie: Basch_Abraham.PDF (PDF; 543,4 kB)                                |
| Behrens, Bertha geb. Wertheim      | HIER WOHNTE BERTHA BEHRENS GEB. WERTHEIM JG. 1868 DEPORTIERT 1942 THERESIENSTADT ERMORDET 20.3.1943                                                   | Behrens, Bertha geb. Wertheim      | Schenkendorfstr. 12 (Karte)                                                                        | 30. Nov. 2018 | Biografie: Behrens_Bertha.PDF (PDF; 566,2 kB)                               |
| Brandus, Georg                     | HIER WOHNTE GEORG BRANDUS JG. 1871 DEPORTIERT 1942 THERESIENSTADT TOT 28.12.1942                                                                      | Brandus, Georg                     | Gellertstraße 18 (Karte)                                                                           | 25. Okt. 2011 | Biografie: Brandus_Georg_und_seine_Schwester_Margarethe.PDF (PDF; 199,7 kB) |
| Brandus, Margarethe                | HIER WOHNTE MARGARETHE BRANDUS JG. 1874 DEPORTIERT 1942 THERESIENSTADT TOT 1.3.1943                                                                   | Brandus, Margarethe                | Gellertstraße 18 (Karte)                                                                           | 25. Okt. 2011 | Biografie: Brandus_Georg_und_seine_Schwester_Margarethe.PDF (PDF; 199,7 kB) |
| Cohn, Benno                        | HIER WOHNTE BENNO COHN JG. 1861 DEPORTIERT 1942 THERESIENSTADT ERMORDET 28.11.1942                                                                    | Cohn, Benno                        | Große Diesdorfer Straße 6 / gegenüber Große Diesdorfer Straße 248 (Karte)                          | 4. März 2009  | Biografie: Cohn_Benno.PDF (PDF; 166,1 kB)                                   |
| Fitzner, Paul                      | HIER WOHNTE PAUL FITZNER JG. 1898 VERHAFTET 23.5.1938 GEFÄNGNIS MAGDEBURG VERURTEILT §175 GEFÄNGNIS GOMMERN 1941 SACHSENHAUSEN ERMORDET 19.3.1941     | Fitzner, Paul                      | Große Diesdorfer Str. 13 (Karte)                                                                   | 24. Nov. 2021 | Biografie: Fitzner_Paul.PDF (PDF; 449,1 kB)                                 |
| Frank, Arthur                      | HIER WOHNTE ARTHUR FRANK JG. 1881 FLUCHT 1939 HOLLAND INTERNIERT WESTERBORK DEPORTIERT 1944 AUSCHWITZ ERMORDET 6.9.1944                               | Frank, Arthur                      | Goethestraße 11 (Karte)                                                                            | 28. Sep. 2016 | Biografie: Frank_Ehepaar_und_Tochter_Ursula.PDF (PDF; 560,1 kB)             |
| Frank, Elisabeth Amalia geb. Feder | HIER WOHNTE ELISABETH FRANK GEB. FEDER JG. 1889 SEIT 1942 VERSTECKT GELEBT FLUCHT 1943 SCHWEIZ                                                        | Frank, Elisabeth Amalia geb. Feder | Goethestraße 11 (Karte)                                                                            | 28. Sep. 2016 | Biografie: Frank_Ehepaar_und_Tochter_Ursula.PDF (PDF; 560,1 kB)             |
| Frank, Ursula Irmgard              | HIER WOHNTE URSULA IRMGARD FRANK JG. 1917 FLUCHT 1939 HOLLAND INTERNIERT WESTERBORK DEPORTIERT 1942 AUSCHWITZ ERMORDET 18.8.1942                      | Frank, Ursula Irmgard              | Goethestraße 11 (Karte)                                                                            | 28. Sep. 2016 | Biografie: Frank_Ehepaar_und_Tochter_Ursula.PDF (PDF; 560,1 kB)             |
| Friedeberg, Ernst                  | HIER WOHNTE ERNST FRIEDBERG JG. 1879 ´SCHUTZHAFT´ 1938 BUCHENWALD ERMORDET 16.11.1938                                                                 | Friedeberg, Ernst                  | Herderstraße 17 (Karte)                                                                            | 18. Nov. 2015 | Biografie: Friedeberg_Ernst.PDF (PDF; 565,2 kB)                             |
| Goldmann, Rosa                     | HIER WOHNTE ROSA GOLDMANN GEB. LASK JG. 1873 DEPORTIERT 1942 THERESIENSTADT ERMORDET 29.1.1943                                                        | Goldmann, Rosa                     | Adelheidring 21 (Karte)                                                                            | 26. Sep. 2022 | Biografie: Goldmann_Rosa.PDF (PDF; 460 kB)                                  |
| Greve, Helene Amalie               | HIER WOHNTE HELENE AMALIE GREVE GEB. GERBER JG. 1895 UNFREIWILLIG VERZOGEN 1939 BIELEFELD AUSGEGRENZT/DRANGSALIERT ÜBERLEBT                           | Greve, Helene Amalie               | Freiliggrathstr. 1 (Karte)                                                                         | 26. Sep. 2022 | Biografie: Greve_Paul_Familie.PDF (PDF; 587 kB)                             |
| Greve, Ingrid                      | HIER WOHNTE INGRID GREVE JG. 1925 UNFREIWILLIG VERZOGEN 1939 BIELEFELD ZWANGSARBEIT 1944 ORGANISATION TODT LAGER ELBEN ENTLASSEN ENDE 1944            | Greve, Ingrid                      | Freiliggrathstr. 1 (Karte)                                                                         | 26. Sep. 2022 | Biografie: Greve_Paul_Familie.PDF (PDF; 587 kB)                             |
| Greve, Paul                        | HIER WOHNTE PAUL GREVE JG. 1885 VERHAFTET 1939 UNFREIWILLIG VERZOGEN 1939 BIELEFELD ZWANGSARBEIT VERHAFTET 1944 ARBEITSLAGER LAHDE ERMORDET 15.8.1944 | Greve, Paul                        | Freiliggrathstr. 1 (Karte)                                                                         | 26. Sep. 2022 | Biografie: Greve_Paul_Familie.PDF (PDF; 587 kB)                             |
| Grünbaum, Meinhold                 | HIER WOHNTE MEINHOLD GRÜNBAUM JG. 1888 VERHAFTET 11.6.1938 ´JUNI-AKTION´1938 BUCHENWALD ENTLASSEN 5.1.1938 DEPORTIERT 1943 ERMORDET IN AUSCHWITZ      | Grünbaum, Meinhold                 | Schenkendorfstr. 12 (Karte)                                                                        | 30. Nov. 2018 | Biografie: Grünbaum_Meinhold.PDF (PDF; 561,8 kB)                            |
| Heinemann, Ernst                   | HIER WOHNTE ERNST HEINEMANN JG. 1878 FLUCHT 1933 MALLORCA AB 1936 VERFOLGT VON GESTAPO UND POLICIA NACIONAL FLUCHT IN DEN TOD 23.6.1940               | Heinemann, Ernst                   | Goethestraße 35 (Karte)                                                                            | 17. März 2011 | Biografie: Heinemann_Ernst_Ehepaar.PDF (PDF; 204,8 kB)                      |
| Heinemann, Irene geb. Rosenbaum    | HIER WOHNTE IRENE HEINEMANN GEB. ROSENBAUM JG. 1879 FLUCHT 1933 MALLORCA AB 1936 VERFOLGT VON GESTAPO UN POLICIA NACIONAL FLUCHT IN DEN TOD 24.6.1940 | Heinemann, Irene geb. Rosenbaum    | Goethestraße 35 (Karte)                                                                            | 17. März 2011 | Biografie: Heinemann_Ernst_Ehepaar.PDF (PDF; 204,8 kB)                      |
| Herzberg, Bendix                   | HIER WOHNTE BENDIX HERZBERG JG. 1860 DEPORTIERT 1942 THERESIENSTADT ERMORDET 1.1.1943                                                                 | Herzberg, Bendix                   | Arndtstraße 7 (Karte)                                                                              | 12. Sep. 2017 | Biografie: Herzberg_Ehepaar.PDF (PDF; 477,5 kB)                             |
| Herzberg, Recha geb. Rosenbaum     | HIER WOHNTE RECHA HERZBERG GEB. ROSENBAUM JG. 1879 DEPORTIERT 1942 THERESIENSTADT 1944 AUSCHWITZ ERMORDET                                             | Herzberg, Recha geb. Rosenbaum     | Arndtstraße 7 (Karte)                                                                              | 12. Sep. 2017 | Biografie: Herzberg_Ehepaar.PDF (PDF; 477,5 kB)                             |
| Heynemann, Louis                   | HIER WOHNTE LOUIS HEYNEMANN JG. 1884 DEPORTIERT 1944 THERESIENSTADT ERMORDET 18.8.1944                                                                | Heynemann, Louis                   | Schenkendorfstr. 12 (Karte)                                                                        | 30. Nov. 2018 | Biografie: Heynemann_Gebrüder.PDF (PDF; 595,8 kB)                           |
| Heynemann, Siegfried               | HIER WOHNTE SIEFRIED HEYNEMANN JG. 1887 SEIT 1939 MEHRMALS VON GESTAPO VERHÖRT FLUCHT IN DEN TOD 25.10.1943                                           | Heynemann, Siegfried               | Schenkendorfstr. 12 (Karte)                                                                        | 30. Nov. 2018 | Biografie: Heynemann_Gebrüder.PDF (PDF; 595,8 kB)                           |
| Kasel, Josef (Ph)                  | HIER WOHNTE JOSEF KASEL JG. 1881 ´SCHUTZHAFT´ 1938 BUCHENWALD ERMORDET 30.11.1938                                                                     | Kasel, Josef (Ph)                  | Gerhart-Hauptmann-Straße 38/40 (Karte)                                                             | 7. Dez. 2019  | Biografie: Kasel_Josef.PDF (PDF; 473,6 kB)                                  |
| Landeck, Anita geb.Wolff           | HIER WOHNTE ANITA LANDECK GEB. WOLFF JG. 1891 DEPORTIERT 1942 GHETTO WARSCHAU ERMORDET IN AUSCHWITZ                                                   | Landeck, Anita geb.Wolff           | Südwestecke Große Diesdorfer Straße / Annastraße (Karte)                                           | 15. Nov. 2008 | Biografie: Landeck_Ehepaar.PDF (PDF; 267,8 kB)                              |
| Landeck, Axel                      | HIER WOHNTE AXEL LANDECK JG. 1879 DEPORTIERT 1942 GHETTO WARSCHAU ERMORDET IN AUSCHWITZ                                                               | Landeck, Axel                      | Südwestecke Große Diesdorfer Straße / Annastraße (Karte)                                           | 15. Nov. 2008 | Biografie: Landeck_Ehepaar.PDF (PDF; 267,8 kB)                              |
| Lippstädt, Betty                   | HIER WOHNTE BETTY LIPPSTÄDT JG. 1868 DEPORTIERT 1942 THERESIENSTADT ERMORDET 26.11.1942                                                               | Lippstädt, Betty                   | Maxim-Gorki-Straße zwischen 31 und 39 (Karte)                                                      | 30. Nov. 2018 | Biografie: Lippstädt_Dr_David_und_Schwester_Betty.PDF (PDF; 561,9 kB)       |
| Lippstädt, Dr. David               | HIER WOHNTE DR. DAVID LIPPSTÄDT JG. 1863 DEPORTIERT 1942 THERESIENSTADT ERMORDET 1.12.1942                                                            | Lippstädt, Dr. David               | Maxim-Gorki-Straße zwischen 31 und 39 (Karte)                                                      | 30. Nov. 2018 | Biografie: Lippstädt_Dr_David_und_Schwester_Betty.PDF (PDF; 561,9 kB)       |
| Moser, Dr. Georg                   | HIER WOHNTE DR. GEORG MOSER JG. 1873 DEPORTIERT 1942 THERESIENSTADT ERMORDET 19.3.1944                                                                | Moser, Dr. Georg                   | Große Diesdorfer Straße 21 (Karte)                                                                 | 30. Nov. 2018 | Biografie: Moser_Dr_Ehepaar.PDF (PDF; 472,9 kB)                             |
| Moser, Elvira geb. Fleischer       | HIER WOHNTE ELVIRA SUSETTA MOSER GEB. FLEISCHER JG. 1885 DEPORTIERT 1942 SOBIBOR ERMORDET                                                             | Moser, Elvira geb. Fleischer       | Große Diesdorfer Straße 21 (Karte)                                                                 | 30. Nov. 2018 | Biografie: Moser_Dr_Ehepaar.PDF (PDF; 472,9 kB)                             |
| Pels, Markus                       | HIER WOHNTE MARKUS PELS JG. 1888 FLUCHT 1940 SHANGHAI                                                                                                 | Pels, Markus                       | Schenkendorfstr. 4 (Karte)                                                                         | 30. Nov. 2018 | Biografie: Pels_Ehepaar.PDF (PDF; 598,4 kB)                                 |
| Pels, Meta geb. Friedmann          | HIER WOHNTE META PELS GEB. FRIEDMANN JG. 1885 FLUCHT 1940 SHANGHAI TOT 6.11.1942                                                                      | Pels, Meta geb. Friedmann          | Schenkendorfstr. 4 (Karte)                                                                         | 30. Nov. 2018 | Biografie: Pels_Ehepaar.PDF (PDF; 598,4 kB)                                 |
| Prinz Sophie geb. Michaelis        | HIER WOHNTE SOPHIE PRINZ GEB. MICHAELIS JG. 1891 DEPORTIERT 1942 GHETTO WARSCHAU ERMORDET                                                             | Prinz Sophie geb. Michaelis        | Große Diesdorfer Straße 34/35 (Karte)                                                              | 9. Dez. 2019  | Biografie: Prinz_Ehepaar.PDF (PDF; 472,7 kB)                                |
| Prinz, Hugo                        | HIER WOHNTE HUGO PRINZ JG. 1880 DEPORTIERT 1942 GHETTO WARSCHAU ERMORDET                                                                              | Prinz, Hugo                        | Große Diesdorfer Straße 34/35 (Karte)                                                              | 9. Dez. 2019  | Biografie: Prinz_Ehepaar.PDF (PDF; 472,7 kB)                                |
| Renke, Rosa                        | HIER WOHNTE ROSA RENKE GEB. HERZFELD JG. 1875 DEPORTIERT AUSCHWITZ ERMORDET 26.10.1943                                                                | Renke, Rosa                        | Immermannstraße 21 (Karte)                                                                         | 11. Sep. 2009 | Biografie: Renke_Rosa.PDF (PDF; 258 kB)                                     |
| Riese, Else geb. Kochmann          | HIER WOHNTE ELSE RIESE GEB. KOCHMANN JG. 1886 DEPORTIERT 1943 ERMORDET IN AUSCHWITZ                                                                   | Riese, Else geb. Kochmann          | Friesenstraße 48 (Karte)                                                                           | 4. März 2009  | Biografie: Riese_Dr_Ehepaar.PDF (PDF; 250,6 kB)                             |
| Riese, Hedwig geb. Cohn            | HIER WOHNTE HEDWIG RIESE GEB. COHN JG. 1857 DEPORTIERT 1942 THERESIENSTADT ERMORDET 9.2.1943                                                          | Riese, Hedwig geb. Cohn            | Große Diesdorfer Straße 6 / gegenüber Große Diesdorfer Straße 248 (Karte)                          | 4. März 2009  | Biografie: Riese_Hedwig_und_Bruder_Benno_Cohn.PDF (PDF; 252,2 kB)           |
| Riese, Julius Dr.                  | HIER WOHNTE DR. JULIUS RIESE JG. 1885 DEPORTIERT 1943 ERMORDET IN AUSCHWITZ                                                                           | Riese, Julius Dr.                  | Friesenstraße 48 (Karte)                                                                           | 4. März 2009  | Biografie: Riese_Dr_Ehepaar.PDF (PDF; 250,6 kB)                             |
| Rothschild, Adolf                  | HIER WOHNTE ADOLF ROTHSCHILD JG. 1876 VERHAFTET 11.6.1938 ´JUNI-AKTION´1938 BUCHENWALD FLUCHT IN DEN TOD 10.12.1940 SACHSENHAUSEN                     | Rothschild, Adolf                  | Schenkendorfstr. 12 (Karte)                                                                        | 30. Nov. 2018 | Biografie: Rothschild_Ehepaar.PDF (PDF; 583,2 kB)                           |
| Rothschild, Ida geb. Leeser        | HIER WOHNTE IDA ROTHSCHILD GEB. LEESER JG. 1873 DEPORTIERT 1942 THERESIENSTADT ERMORDET 29.1.1943                                                     | Rothschild, Ida geb. Leeser        | Schenkendorfstr. 12 (Karte)                                                                        | 30. Nov. 2018 | Biografie: Rothschild_Ehepaar.PDF (PDF; 583,2 kB)                           |
| Schellheimer, Johann (Hans)        | HIER WOHNTE HANS SCHELLHEIMER JG. 1899 IM WIDERSTAND VERHAFTET 24.7.1944 GEFÄNGNIS MAGDEBURG HINGERICHTET 5.2.1945 ZUCHTHAUS BRANDENBURG              | Schellheimer, Johann (Hans)        | Gerhart-Hauptmann-Straße / Einmündung Kleine Lindenallee Mehr Infos zu Johann Schellheimer (Karte) | 24. März 2010 | Biografie: Schellheimer_Hans.PDF (PDF; 164,2 kB)                            |
| Sieburth, Wally geb. Riese         | HIER WOHNTE WALLY SIEBURTH GEB. RIESE JG. 1886 DEPORTIERT 1942 GHETTO WARSCHAU ERMORDET                                                               | Sieburth, Wally geb. Riese         | Große Diesdorfer Straße 6 / gegenüber Große Diesdorfer Straße 248 (Karte)                          | 4. März 2009  | Biografie: Sieburth_Wally.PDF (PDF; 286,1 kB)                               |
| Simon, Hildegard                   | HIER WOHNTE HILDEGARD SIMON JG. 1916 DEPORTIERT 1943 ERMORDET IN AUSCHWITZ                                                                            | Simon, Hildegard                   | Gerhart-Hauptmann-Straße 38/40 (Karte)                                                             | 11. Nov. 2021 | Biografie: Simon_Hildegard.PDF (PDF; 451,6 kB)                              |
| Singer, Georg                      | HIER WOHNTE GEORG SINGER JG. 1898 VERHAFTET 1941 SACHSENHAUSEN ERMORDET 25.4.1942 MAJDANEK                                                            | Singer, Georg                      | Lessingstraße 68 (Karte)                                                                           | 4. März 2009  | Biografie: Singer_Familie.PDF (PDF; 271,3 kB)                               |
| Singer, Helene geb. Abolnik        | HIER WOHNTE HELENE SINGER GEB. ABOLNIK JG. 1900 DEPORTIERT 1943 ERMORDET IN AUSCHWITZ                                                                 | Singer, Helene geb. Abolnik        | Lessingstraße 68 (Karte)                                                                           | 4. März 2009  | Biografie: Singer_Familie.PDF (PDF; 271,3 kB)                               |
| Singer, Irene                      | HIER WOHNTE IRENE SINGER JG. 1933 DEPORTIERT 1943 ERMORDET IN AUSCHWITZ                                                                               | Singer, Irene                      | Lessingstraße 68 (Karte)                                                                           | 4. März 2009  | Biografie: Singer_Familie.PDF (PDF; 271,3 kB)                               |
| Singer, Wolfgang                   | HIER WOHNTE WOLFGANG SINGER JG. 1923 DEPORTIERT 1943 ERMORDET IN AUSCHWITZ                                                                            | Singer, Wolfgang                   | Lessingstraße 68 (Karte)                                                                           | 4. März 2009  | Biografie: Singer_Familie.PDF (PDF; 271,3 kB)                               |
| Spangenthal, Grete                 | HIER WOHNTE GRETE SPANGENTHAL JG. 1894 DEPORTIERT 1942 WARSCHAU ???                                                                                   | Spangenthal, Grete                 | Goethestraße 40 (Karte)                                                                            | 15. Nov. 2008 | Biografie: Spangenthal_Grete.PDF (PDF; 303,8 kB)                            |
| Steinhardt, Anna geb. Löwenstein   | HIER WOHNTE ANNA STEINHARDT GEB. LÖWENSTEIN JG. 1865 1937 DRESDEN ZWANGSUMZUG 1939 ´JUDENHAUS´ DEPORTIERT 1942 THERESIENSTADT ERMORDET 28.11.9142     | Steinhardt, Anna geb. Löwenstein   | Uhlandstraße 12 (Karte)                                                                            | 28. Sep. 2016 | Biografie: Steinhardt_Ehepaar_und_Sohn_Waldemar.PDF (PDF; 662,4 kB)         |
| Steinhardt, Meyer Max              | HIER WOHNTE MEIER MAX STEINHARDT JG. 1864 1937 DRESDEN ZWANGSUMZUG 1939 ´JUDENHAUS´ TOT 22.12.1940                                                    | Steinhardt, Meyer Max              | Uhlandstraße 12 (Karte)                                                                            | 28. Sep. 2016 | Biografie: Steinhardt_Ehepaar_und_Sohn_Waldemar.PDF (PDF; 662,4 kB)         |
| Steinhardt, Waldemar Jakob Dr.     | HIER WOHNTE DR. WALDEMAR J. STEINHARDT JG. 1897 FLUCHT 1934 SOWJETUNION SCHICKSAL UNBEKANNT                                                           | Steinhardt, Waldemar Jakob Dr.     | Uhlandstraße 12 (Karte)                                                                            | 28. Sep. 2016 | Biografie: Steinhardt_Ehepaar_und_Sohn_Waldemar.PDF (PDF; 662,4 kB)         |
| Zadek, Adelheid                    | HIER WOHNTE ADELHEID ZADEK JG. 1856 GEDEMÜTIGT/ENTRECHTET TOT 22.6.1941                                                                               | Zadek, Adelheid                    | Uhlandstraße 20 (Karte)                                                                            | 11. Okt. 2013 | Biografie: Zadek_Adelheid.PDF (PDF; 167,1 kB)                               |
| Zentawer, Marianne                 | HIER WOHNTE MARIANNE ZENTAWER JG. 1884 DEPORTIERT 1942 GHETTO WARSCHAU ERMORDET                                                                       | Zentawer, Marianne                 | Friesenstraße 51 (Karte)                                                                           | 15. Nov. 2008 | Biografie: Zentawer_Marianne.PDF (PDF; 236,9 kB)                            |
| Zindel, Klaus                      | HIER WOHNTE KLAUS ZINDEL JG. 1921 ZWANGSARBEIT 1944 IN FRANKREICH ERSCHOSSEN 1944                                                                     | Zindel, Klaus                      | Goethestraße 40 (Karte)                                                                            | 7. Dez. 2007  | Biografie: Zindel_Klaus.PDF (PDF; 258,1 kB)                                 |